# Teppichchamäleon
Das Teppichchamäleon (Furcifer lateralis) ist eine auf der gesamten Insel Madagaskar (bis auf Nord- und Nordwestmadagaskar) vorkommende Chamäleon-Art.

## Merkmale
Es sind bisher zwei verschiedene Größen der Tiere bekannt, die kleinere Art misst etwa 20 cm, die größere Art, häufig als major bezeichnet, erreicht über 30 cm. Ob es sich um eine eigenständige Unterart oder eine Lokalform handelt ist noch unklar, derzeit ist major als Unterart nicht anerkannt. 
Wie der Trivialname schon andeutet, handelt es sich bei Furcifer lateralis um eine sehr farbenfrohe Chamäleonart. Die als „major“ bezeichnete Art besitzt eine überwiegend durchgehende grüne Grundfarbe mit größeren weißen bis rosa Punkten auf den Körperseiten. Diese Art erreicht bei Weitem nicht die Farbfülle des Pantherchamäleons.

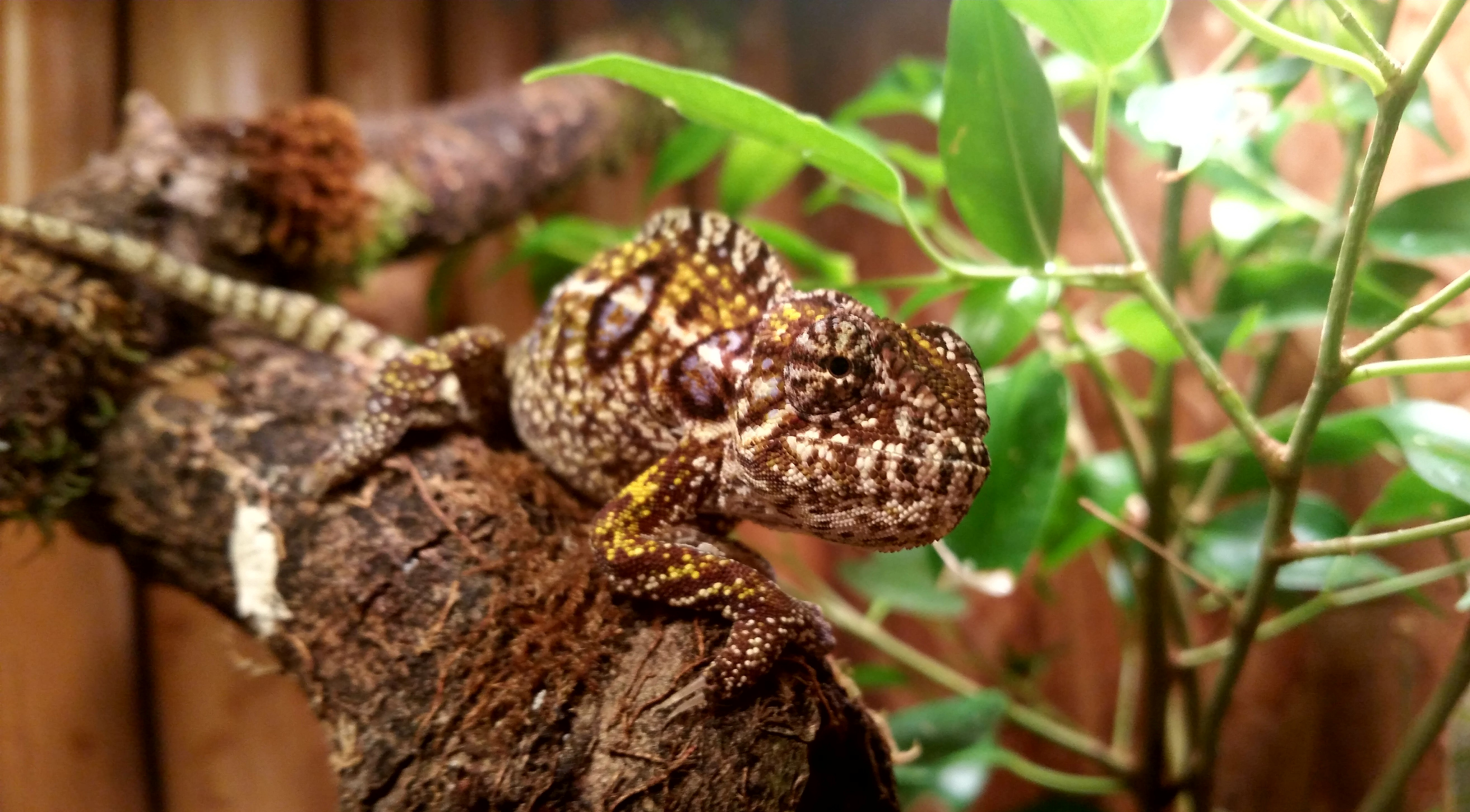
Furcifer lateralis, Weibchen
F. l. lateralis "schießt" eine Wüstenheuschrecke (Darstellung stark verlangsamt)

## Gefährdung

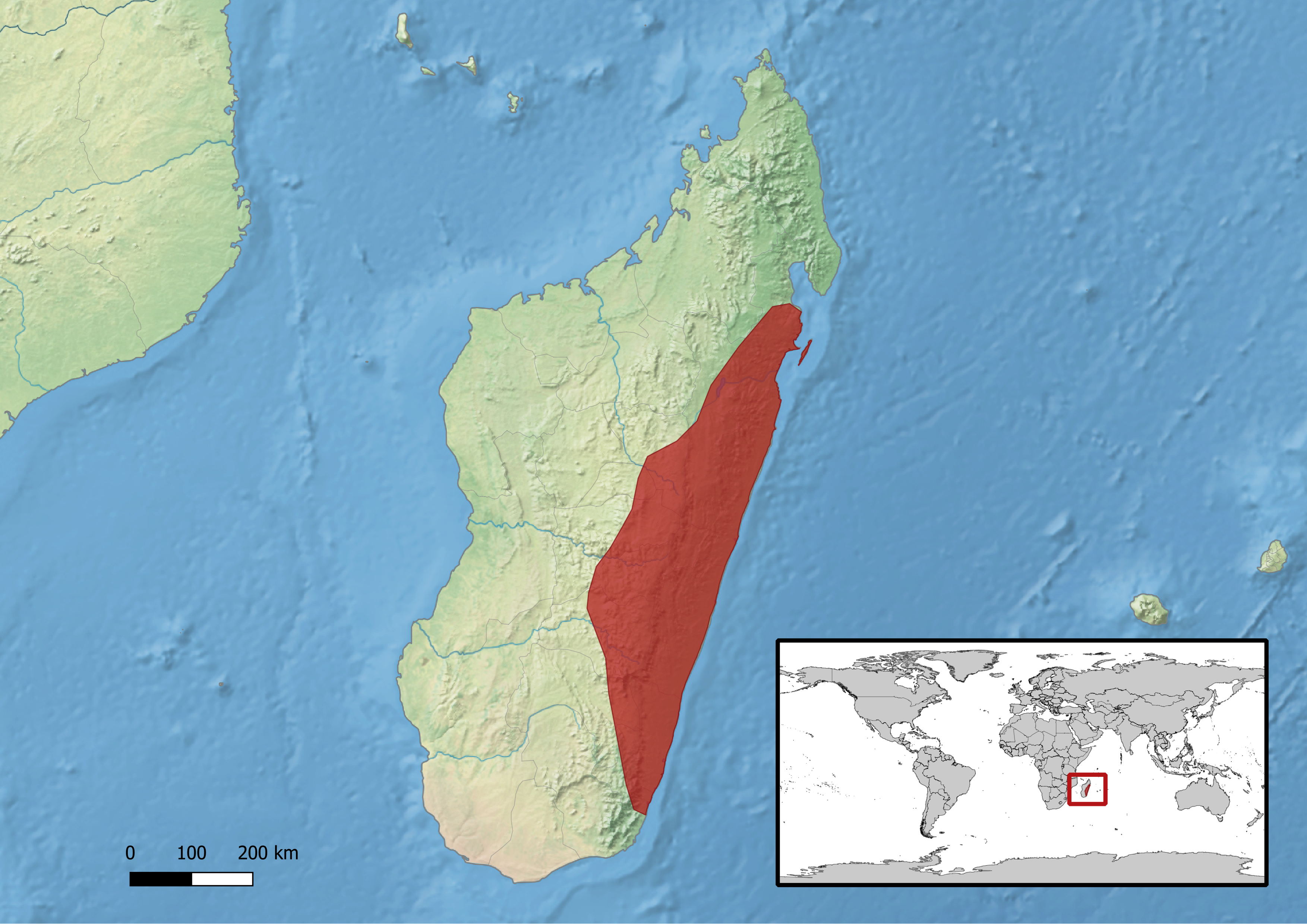
Verbreitungsgebiet des Teppichchamäleons (rot)

Die IUCN stuft die Art als „nicht gefährdet“ (least concern) ein.